# Marjoe
Marjoe es un documental estadounidense de 1972 producido y dirigido por Howard Smith y Sarah Kernochan sobre la vida del evangelista Marjoe Gortner. Ganó el premio de la academia en 1972 a la Mejor Película Documental.

## Historia
Marjoe Gortner era un niño predicador precoz con talentos extraordinario que era inmensamente popular en el sur de los Estados Unidos. Sus padres ganaron grandes sumas de dinero hasta el momento en que superó la novedad de su juventud.
Gortner se reincorporó al ministerio siendo ya adulto únicamente como un medio para ganarse la vida, no como creyente. Los siguientes años los pasó usando su fama y su condición de evangelista para ganarse la vida tanto de en las carpas de avivamiento como del televangelismo. Finalmente, Gortner sufrió una crisis de conciencia y decidió abandonar los círculos de avivamiento. Le ofreció a un equipo de filmación documental acompañarlo durante su gira de reactivación final que tuvo lugar en 1971.
La película contiene escenas de reuniones de avivamiento que muestran a Gortner predicando y orando por personas en Los Ángeles, Fort Worth, Detroit y Anaheim. Este se intercala con imágenes de Gortner admitiendo ante la cámara que no era creyente y revelando las tácticas que él y otros evangelistas utilizaron para manipular a las personas y moverlas durante los avivamientos. Algunos de los evangelistas incluso revelaron dónde compraron propiedades que guardaban en secreto y le dieron algunos consejos a seguir. Gortner declaró que estudió a Mick Jagger, de The Rolling Stones como modelo para su rutina.

## Lanzamiento
En el momento del lanzamiento de la película, generó una prensa considerable, pero la película no se mostró ampliamente en los cines del sur de los Estados Unidos. El distribuidor temía una reacción adversa a la película en el Cinturón de la Biblia, por lo que no se mostró más al sur que Des Moines, Iowa.

## Banda sonora
Una banda sonora estuvo liberada por Warner Bros. Records, lanzó una banda sonora, compuesta por sermones y segmentos de palabras habladas de Marjoe (desde los cuatro años), mezclados con canciones. "Save All My Brothers", la canción principal de la película, fue escrita por Sarah Kernochan y Joseph Brooks, quién también lo arregló, quienes también la arreglaron, y fue cantada por Jerry Keller.

## Redescubrimiento y relanzamiento
Aunque se lanzó en VHS, la película se había agotado durante mucho tiempo y se había deteriorado. En 2002, los elementos negativos y otros se encontraron en una bóveda en la ciudad de Nueva York. El Academy Film Archive conservó a Marjoe en 2005. El 15 de noviembre de 2005, en la ciudad de Nueva York, el Centro IFC mostró a Marjoe como la película de clausura de una serie de documentales llamada "Más extraño que la ficción". En su programa lo llamaron "una joya perdida". En su programa  lo llamaron "una gema perdida." La película restaurada ha sido lanzada en DVD y servicios de transmisión.

## Premio
La película ganó el premio al mejor largometraje documental en 1972.